# 扶筐三
天龍座39，又名BD+58 1809，HD 170073、SAO 30949、HR 6923，是天龍座的一颗恒星，视星等为4.98，位于銀經87.88，銀緯26.44，其B1900.0坐标为赤經18h 22m 26.9s，赤緯+58° 26.44′ 34″。